# John Cassavetes
John Cassavetes (* 9. Dezember 1929 in New York City als Ioannis Nikolaos Kassavetis, griechisch Ιωάννης Νικόλαος Κασσαβέτης; † 3. Februar 1989 in Los Angeles) war ein US-amerikanischer Regisseur, Drehbuchautor, Produzent und Schauspieler.

## Leben
John Cassavetes wuchs als Sohn griechischer Einwanderer, der Schauspielerin Katherine Cassavetes und eines Geschäftsmannes, in Manhattan auf und studierte an der Colgate University und an der New York Academy of Dramatic Arts, die er 1953 abschloss.
Er arbeitete als Filmkomparse und Hilfsinspizient am Broadway und verschiedenen New Yorker Theatern, bevor er seine erste bedeutende Rolle als Schauspieler in Budd Schulbergs Fernsehfilm Paso Doble erhielt. Es folgten eine TV-Karriere (über 80 Rollen in zwei Jahren) und erste Einsätze als Schauspieler im Kino. Hollywood entdeckte den jungen Schauspieler 1953. Größere Rollen in Ein Mann besiegt die Angst (1956), Das dreckige Dutzend (1967), Rosemaries Baby (1968) und die in den USA lange laufende Fernsehserie Johnny Staccato brachten neben einem erheblichen Bekanntheitsgrad das nötige Geld für eigene Regieprojekte.
Cassavetes eröffnete 1956 einen Workshop für arbeitslose Schauspieler, in dem nach der Stanislawski-Methode gearbeitet wurde, um Produzenten und Regisseure für die eigene Arbeit zu interessieren, nachdem er vergeblich versucht hatte, seine Freunde in TV- und Filmproduktionen unterzubringen. Aus diesem Workshop entwickelte sich seine Hinwendung zu Gruppenarbeit und Improvisation, woraus zwischen 1957 und 1959 der Film Shadows entstand. Das später viel beachtete Werk wurde mit kleinstem Budget auf 16-mm-Film gedreht und erst später auf 35-mm-Film überspielt („aufgeblasen“). In dieser kinotauglichen Version erhielt der Film 1960 den Kritikerpreis der Mostra in Venedig.
Zwei Filme inszenierte Cassavetes danach für Hollywood-Studios. Sowohl die Arbeitsbedingungen als auch die künstlerischen Ergebnisse der Filme Too Late Blues (1961) und A Child Is Waiting (1962) waren für den Regisseur deprimierend. Der darauf folgende, unabhängig produzierte Film Faces (1968) wird heute filmhistorisch als Cassavetes’ Befreiung aus den Zwängen Hollywoods interpretiert. Für A Woman Under the Influence (1974) gründete er die Produktionsgesellschaft „Faces International“, der später „Faces Distribution Corp.“ folgte.

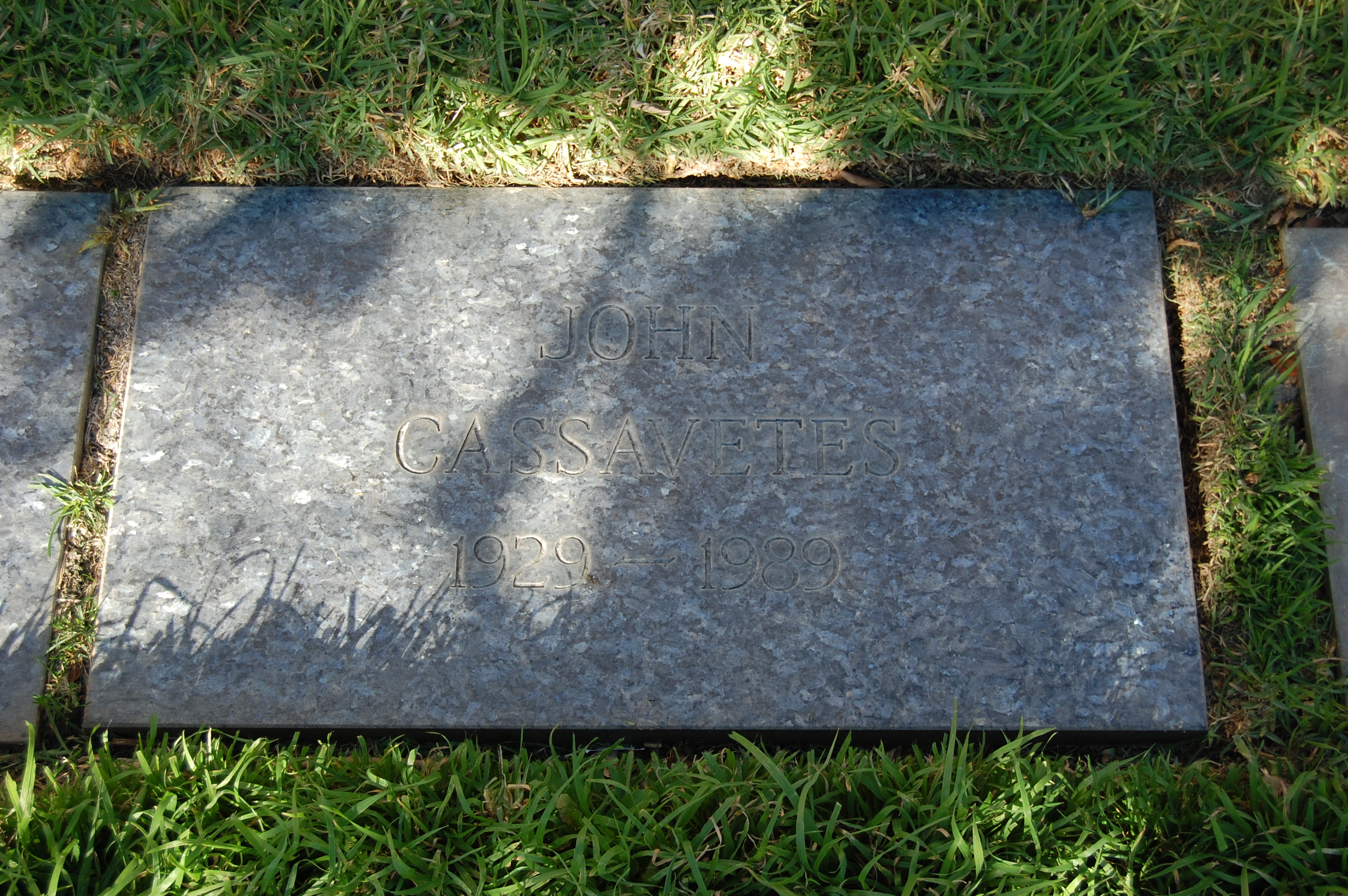
Grab von John Cassavetes auf dem Westwood Village Memorial Park Cemetery

Von 1954 bis zu seinem Tod war John Cassavetes mit der Schauspielerin Gena Rowlands verheiratet, die durch ihre Rollen in seinen Filmen sein Schaffen maßgeblich beeinflusste. Aus der Ehe entsprangen ein Sohn und zwei Töchter, die ebenfalls in der Filmbranche als Schauspieler und Filmemacher tätig sind: Nick Cassavetes, Alexandra Katherine Cassavetes und Zoe Cassavetes. John Cassavetes verstarb am 3. Februar 1989 an den Folgen einer Leberzirrhose.

## Wirken
Bereits Cassavetes’ Rollen als Schauspieler loteten häufig die menschlichen Grenzen aus, wie etwa der egomanische Ehemann in Rosemaries Baby, der einen Pakt mit dem Satan schließt, um seine Karriere voranzutreiben, oder der selbstsüchtige Bruder eines ehemaligen Revolverhelden, der sich in Robert Parrishs Western Vom Teufel geritten um jeden Preis von seinem Bruder emanzipieren will und dabei einige Menschen umbringt.
Später hauptsächlich durch seine Arbeit als Drehbuchautor und Regisseur bekannt geworden, gilt John Cassavetes heute als einer der geistigen Väter und Wegbereiter des amerikanischen Independentfilms.
Sein 1957 bis 1959 entstandener Film Schatten (Shadows) wird heute als Ausgangspunkt einer einmaligen Erneuerung des amerikanischen Kinos gesehen. Was später in den sechziger Jahren als New American Cinema, Direct Cinema, Independent Cinema oder New Hollywood neue filmische Ausdrucksformen verfolgte und damit das klassische Hollywood hinter sich ließ, ist ohne Cassavetes’ Vorarbeit kaum denkbar.
Seine Filme handeln häufig von Menschen aus Mittelstand und Kleinbürgertum. Seine Figuren bewegen sich meist außerhalb der von Hollywood etablierten Kategorien wie Gut und Böse, fernab von den damals filmisch populären Idealen wie Schönheit, Heldentum, Reinheit und Tugend. Mit Independent-Dramen wie Schatten, Gesichter und Ehemänner prägte er als Regisseur und Drehbuchautor eine neue Form der Filmkunst, die erstmals außerhalb der großen Hollywood-Studios entstand. Stilmittel sind eine für damalige Verhältnisse ungewohnte, bewegte Handkameraführung, gelegentliche Unschärfen, ein zurückhaltender Umgang mit Kunstlicht, Bevorzugung von Originalschauplätzen gegenüber Studiosets und plötzlich abbrechende Filmszenen. Sie waren das Resultat oft niedriger Produktionsbudgets und zugleich Ausdruck seiner Vernachlässigung der Technik zugunsten der Darsteller. Cassavetes konnte der Machart der Filme aus den großen Hollywood-Studios wenig abgewinnen. Wegen seiner unkonventionellen Arbeitsweise ist er wiederholt mit den Geldgebern der großen Studios aneinandergeraten. Er setzte in seinen Produktionen gern Laiendarsteller und junge, unerfahrene Filmtechniker ein, um seine Methoden mit einem noch nicht von Hollywood geprägten Team zu erarbeiten.
In seinen Filmen stand das Spiel mit den Schauspielern immer im Vordergrund, die Kamera war immer nah an ihren Gesichtern.
Cassavetes bemühte sich um die Schaffung eines komfortablen und informellen Umfelds, in dem Schauspieler frei mit ihren Darbietungen experimentieren und über Schauspielklischees oder „programmierte Verhaltensweisen“ hinausgehen konnten. Er lehnte Method Acting als „eher eine Form der Psychotherapie als der Schauspielerei“ ab, die zu sentimentalen Klischees und selbstverliebten Emotionen führe. Stattdessen vertrat er die Ansicht, dass die Schauspielerei ein Ausdruck kreativer Freude und Ausgelassenheit sein sollte, wobei der Schwerpunkt auf der Erschaffung von „Masken“ durch die Figur im Prozess der Interaktion mit anderen Menschen lag.
In Cassavetes’ Filmen spielen häufig dieselben Schauspieler, da er gern Schauspielern, die er kannte, eine Rolle „auf den Leib“ schrieb. Die meisten seiner Darsteller waren Freunde, frühere Kollegen von der Schauspielschule, Laien und Familienangehörige wie Peter Falk, Seymour Cassel, Ben Gazzara und Gena Rowlands.

## Nachwirkung
Cassavetes’ Schaffen wirkte über die Filmwelt hinaus auch ins 21. Jahrhundert hinein. Im deutschen Sprachraum etwa hat der frühere Intendant der Volksbühne Berlin, René Pollesch, an der alten Volksbühne immer wieder nach Filmen von John Cassavetes gearbeitet und für den PRATER der Volksbühne z. B. Frau unter Einfluss (2000) oder Vorstellung als Beute (2002) geschrieben und inszeniert. Auch im Volksbühnen-Diskurs 2016 hatte John Cassavetes seinen Platz.
Charlotte Sprenger inszenierte 2020 Opening Night von John Cassavetes am Thalia Theater in Hamburg als „Open Air“-Theaterstück. Spielort und Kulisse war der Eingang des Thalia in der Gaußstraße.
Jan Lauwers’ Inszenierung von Begin the Beguine hingegen war eine Uraufführung: Cassavetes hatte das Stück kurz vor seinem Tod geschrieben, in deutscher Übersetzung von Andreas Marber wurde es 2014 am Akademietheater in Wien zum ersten Mal gespielt.

## Zitate
„Sagt, was ihr seid. Nicht, was ihr gern wärt, und auch nicht, was ihr sein müsstet. Sagt einfach, was ihr seid. Das ist allemal genug.“

„Ich mache gern schwierige Filme, bei denen die Leute schreiend rauslaufen. Ich bin schließlich nicht in der Unterhaltungsbranche.“

„Niemand konnte arbeiten wie er. Niemand hat auch nur eine Ahnung, wie man so arbeiten kann wie er.“

## Filmografie (Auswahl)

### Regie
- 1959: Schatten (Shadows)
- 1961: Too Late Blues
- 1962: Ein Kind wartet (A Child is Waiting)
- 1968: Gesichter (Faces)
- 1970: Ehemänner (Husbands)
- 1971: Minnie und Moskowitz (Minnie and Moskowitz)
- 1972: Columbo: Etüde in Schwarz (Columbo: Etude in Black) – Co-Regie (TV-Serien-Episode)
- 1974: Eine Frau unter Einfluß (A Woman Under the Influence)
- 1976: Die Ermordung eines chinesischen Buchmachers (The Killing of a Chinese Bookie)
- 1977: Opening Night
- 1980: Gloria, die Gangsterbraut (Gloria)
- 1984: Love Streams
- 1985: Sterben … und leben lassen (Big Trouble)

### Darsteller
- 1955: Die Nacht ist voller Schrecken (The Night Holds Terror) – Regie: Andrew L. Stone
- 1956: Entfesselte Jugend (Crime in the Streets) – Regie: Don Siegel
- 1957: Ein Mann besiegt die Angst (Edge of the City) – Regie: Martin Ritt
- 1957: Vom Teufel geritten (Saddle the Wind) – Regie: Robert Parrish
- 1959: Schatten (Shadows)
- 1962: Ein Kind wartet (A Child is Waiting)
- 1964: Der Tod eines Killers (The Killers) – Regie: Don Siegel
- 1967: Das dreckige Dutzend (The Dirty Dozen) – Regie: Robert Aldrich
- 1967: Rebellen in Lederjacken (Devil’s Angels) – Regie: Daniel Haller
- 1968: Mord auf der Via Veneto (Roma come Chicago) – Regie: Alberto di Martino
- 1968: Rosemaries Baby (Rosemary’s Baby) – Regie: Roman Polański
- 1969: So reisen und so lieben wir (If It’s Tuesday, This Must Be Belgium) – Regie: Mel Stuart
- 1970: Ehemänner (Husbands)
- 1971: Minnie und Moskowitz (Minnie and Moskowitz)
- 1972: Columbo: Etüde in Schwarz (Columbo: Etude in Black, Fernsehreihe)
- 1973–1976: Mikey und Nicky (Mikey and Nicky) – Regie: Elaine May
- 1975: Capone – Regie: Steve Carver
- 1976: Zwei Minuten Warnung (Two-minute Warning) – Regie: Larry Peerce
- 1977: Opening Night
- 1977: Ein ganz besonderer Ort (A Very Spezial Place) – Regie: Richard Donner
- 1978: Verstecktes Ziel (Brass Target) – Regie: John Hough
- 1978: Teufelskreis Alpha (The Fury) – Regie: Brian De Palma
- 1980: Ist das nicht mein Leben? (Whose Life is It Anyway?) – Regie: John Badham
- 1981: Incubus – Mörderische Träume (The Incubus) – Regie: John Hough
- 1982: Der Sturm (Eine überraschende Komödie) (Tempest) – Regie: Paul Mazursky
- 1984: Love Streams

### Drehbuch
- 1959: Schatten (Shadows)
- 1968: Gesichter (Faces)
- 1970: Ehemänner (Husbands)
- 1971: Minnie und Moskowitz (Minnie and Moskowitz)
- 1974: Eine Frau unter Einfluß (A Woman Under the Influence)
- 1976: Die Ermordung eines chinesischen Buchmachers (The Killing of a Chinese Bookie)
- 1977: Opening Night
- 1980: Gloria, die Gangsterbraut (Gloria)
- 1984: Love Streams
- 1997: Alles aus Liebe

## Auszeichnungen
- 1960 Internationale Filmfestspiele von Venedig, Pasinetti Award, für Schatten (1959)
- 1961 (nominiert) BAFTA Film Award Bester Film, für Schatten (1959)
- 1961 (nominiert) UN Award, für Schatten (1959)
- 1963 (nominiert) Nastro d’Argento, Beste Regie ausländischer Film, für Schatten (1959)
- 1968 (nominiert) Laurel Awards: Golden Laurel, Bester Nebendarsteller, 4. Platz, für Das dreckige Dutzend (1967)
- 1968 (nominiert) Oscar als Bester Nebendarsteller für Das dreckige Dutzend (1967)
- 1968 (nominiert) Golden Globe, als Bester Nebendarsteller, für Das dreckige Dutzend (1967)
- 1968 NYFCC Award (New York Film Critics Circle), Bester Regisseur, 2. Platz, für Gesichter (1968/I)
- 1968 (nominiert) Internationale Filmfestspiele von Venedig, Goldener Löwe, für Gesichter (1968/I)
- 1968 Internationale Filmfestspiele von Venedig, Pasinetti Award – Bester Film, für Gesichter (1968/I)
- 1969 NSFC Award (National Society of Film Critics), Bestes Drehbuch, für Gesichter (1968/I)
- 1969 (nominiert) Oscar für das beste Drehbuch für Gesichter (1968/I)
- 1969 (nominiert) Writers Guild of America, WGA Award (Screen), Bestes Drehbuch für Gesichter (1968/I)
- 1970 (nominiert) Laurel Awards: Golden Laurel, Bester Regisseur, 9. Platz
- 1971 (nominiert) Golden Globe, Bestes Drehbuch, für Husbands (1970)
- 1971 (nominiert) Laurel Awards: Golden Laurel, Bester Regisseur, 6. Platz
- 1973 (nominiert) Writers Guild of America, WGA Award (Screen), Bestes Drehbuch für Minnie und Moskowitz (1971)
- 1975 (nominiert) Writers Guild of America, WGA Award (Screen), Bestes Drehbuch für Eine Frau unter Einfluß (1974)
- 1975 (nominiert) Oscar als Bester Regisseur, für Eine Frau unter Einfluß (1974)
- 1975 (nominiert) Golden Globe, als Bester Regisseur – Motion Picture, für Eine Frau unter Einfluß (1974)
- 1975 (nominiert) Golden Globe, Bestes Drehbuch, für Eine Frau unter Einfluß (1974)
- 1975 Internationales Filmfestival von San Sebastián, OCIC Award – Ehrenvolle Erwähnung für Eine Frau unter Einfluß (1974)
- 1975 Internationales Filmfestival von San Sebastián, Silver Seashell, für Eine Frau unter Einfluß (1974)
- 1978 (nominiert) Internationale Filmfestspiele Berlin, Goldener Berliner Bär, für Opening Night (1977)
- 1980 (nominiert) Primetime Emmy Award, Flesh & Blood (1979) (TV), (Outstanding Supporting Actor in a Limited Series or a Special, CBS)
- 1980 Internationale Filmfestspiele von Venedig, Goldener Löwe, für Gloria, die Gangsterbraut (1980)
- 1980 Internationale Filmfestspiele von Venedig, OCIC Award – ehrenvolle Erwähnung, für Gloria, die Gangsterbraut (1980)
- 1984 Internationale Filmfestspiele Berlin, FIPRESCI-Preis, für Love Streams (1984)
- 1984 Internationale Filmfestspiele Berlin, Goldener Berliner Bär, für Love Streams (1984)
- 1984 Nastro d’Argento, Bester ausländischer Schauspieler, für Love Streams (1984)
- 1986 Career Achievement Award der Los Angeles Film Critics Association

Quelle: